# Локомотив (стадион, Самарканд)
Стадион «Локомоти́в» (узб. «Lokomotiv» stadioni) — многоцелевой стадион в городе Самарканд, в Узбекистане. Вмещает примерно 800 зрителей. Построен в советские годы. На стадионе проводил домашние матчи местный самаркандский «Локомотив». Рядом со стадионом находятся несколько спортивных объектов, например несколько искусственных полей.
Является домашним стадионом некоторых клубов, которые участвуют в городских, областных, молодёжных, юношеских и детских чемпионатах. Кроме проведения футбольных матчей, на стадионе проводятся тренировки футболистов и спортсменов, проводятся различные спортивные турниры и мероприятия по легкой атлетике и т.п. Расположен в западной части Самарканда, на улице Рудаки, в 500 метрах к востоку от самаркандского железнодорожного вокзала, окружён жилыми частными домами.